# Медаль «В ознаменование 100-летия со дня рождения Владимира Ильича Ленина»
Юбилейная медаль «За доблестный труд (За воинскую доблесть). В ознаменование 100-летия со дня рождения Владимира Ильича Ленина» учреждена Указом Президиума Верховного Совета СССР от 5 ноября 1969 года. Авторами рисунка медали были художники Николай Соколов (1892—1974) (аверс) и Александр Козлов (реверс).

## Положение о медали

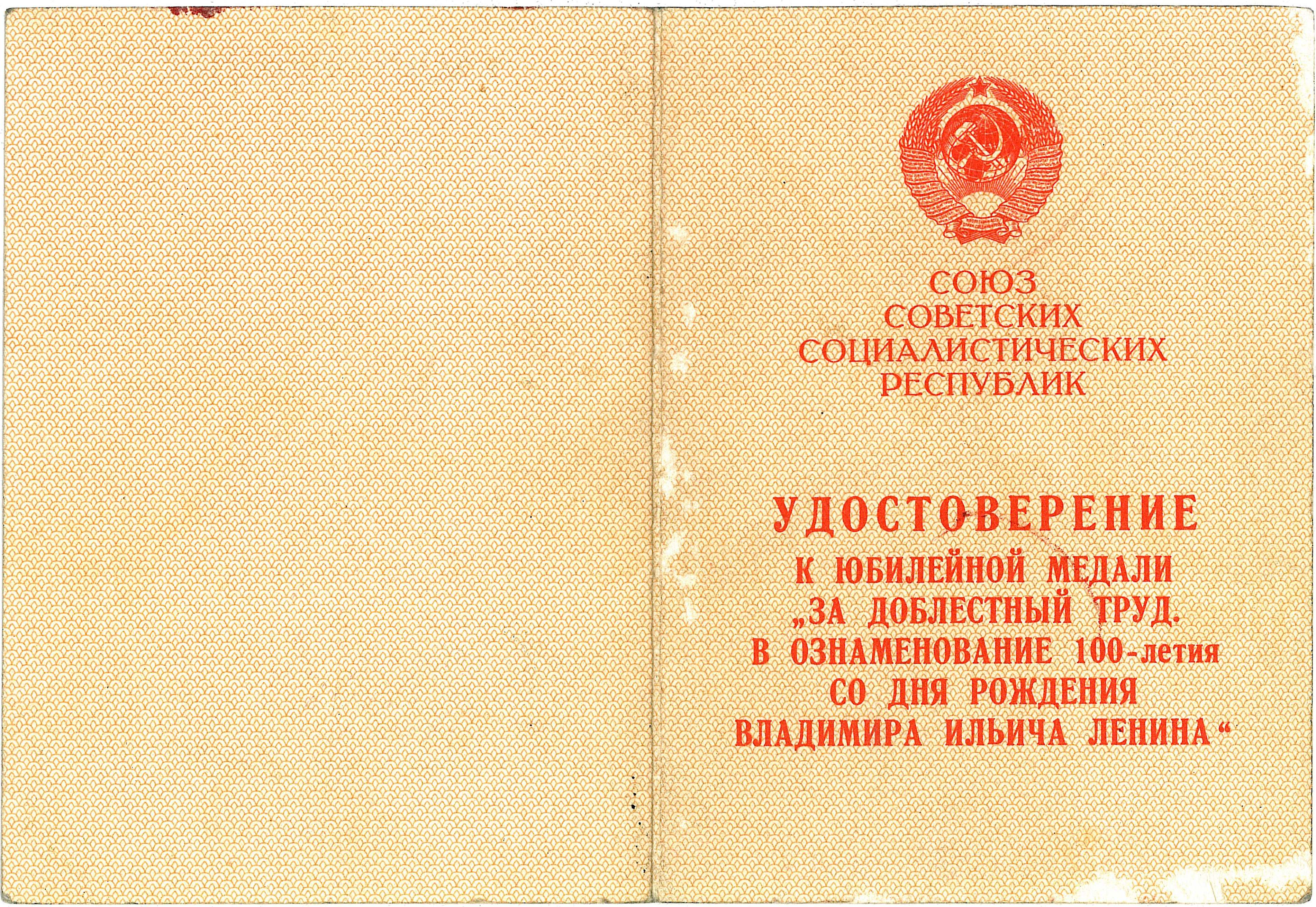
Удостоверение к медали. Обложка

Юбилейная медаль в ознаменование 100-летия со дня рождения Владимира Ильича Ленина учреждена в двух наименованиях:
- «За доблестный труд. В ознаменование 100-летия со дня рождения Владимира Ильича Ленина»;
- «За воинскую доблесть. В ознаменование 100-летия со дня рождения Владимира Ильича Ленина».

Юбилейной медалью «За доблестный труд (За воинскую доблесть). В ознаменование 100-летия со дня рождения Владимира Ильича Ленина» награждались:
- передовые рабочие, колхозники, специалисты народного хозяйства, работники государственных учреждений и общественных организаций, деятели науки и культуры, показавшие высокие образцы труда в ходе подготовки к ленинскому юбилею;
- лица, принимавшие активное участие в борьбе за установление Советской власти или в защите Родины, или внесшие своим трудом значительный вклад в построение социализма в СССР, которые личным примером и общественной деятельностью помогают партии воспитывать подрастающее поколение;
- военнослужащие Советской Армии, Военно-Морского Флота, войск Министерства внутренних дел СССР, войск и органов Комитета государственной безопасности при Совете Министров СССР, добившиеся в ходе подготовки к ленинскому юбилею отличных показателей в боевой и политической подготовке, высоких результатов в руководстве войсками и поддержании их боевой готовности.

Лицам, упомянутым в частях первой и второй данной статьи, вручалась юбилейная медаль с надписью «За доблестный труд. В ознаменование 100-летия со дня рождения Владимира Ильича Ленина», а военнослужащим — с надписью «За воинскую доблесть. В ознаменование 100-летия со дня рождения Владимира Ильича Ленина».
Юбилейная медаль вручалась также деятелям международного коммунистического и рабочего движения и другим зарубежным прогрессивным деятелям.
Юбилейная медаль «За доблестный труд (За воинскую доблесть). В ознаменование 100-летия со дня рождения Владимира Ильича Ленина» носится на левой стороне груди и при ношении вместе с орденами и медалями СССР, размещёнными на общей планке, располагается левее и выше общей планки, но ниже медали «Золотая Звезда» и золотой медали «Серп и Молот», а при отсутствии указанных знаков особого отличия — на их месте.
Лента к юбилейной медали «За доблестный труд (За воинскую доблесть). В ознаменование 100-летия со дня рождения Владимира Ильича Ленина» при ношении на планке располагается после ленты к медали «За трудовое отличие».
Юбилейной медалью «За доблестный труд (За воинскую доблесть). В ознаменование 100-летия со дня рождения Владимира Ильича Ленина» награждено свыше 11 000 000 человек — около 9 млн награждений трудящихся,  около 2 млн награждений военнослужащих и около 5 тыс. награждений иностранных граждан — членов правительственных делегаций.

## Описание медали

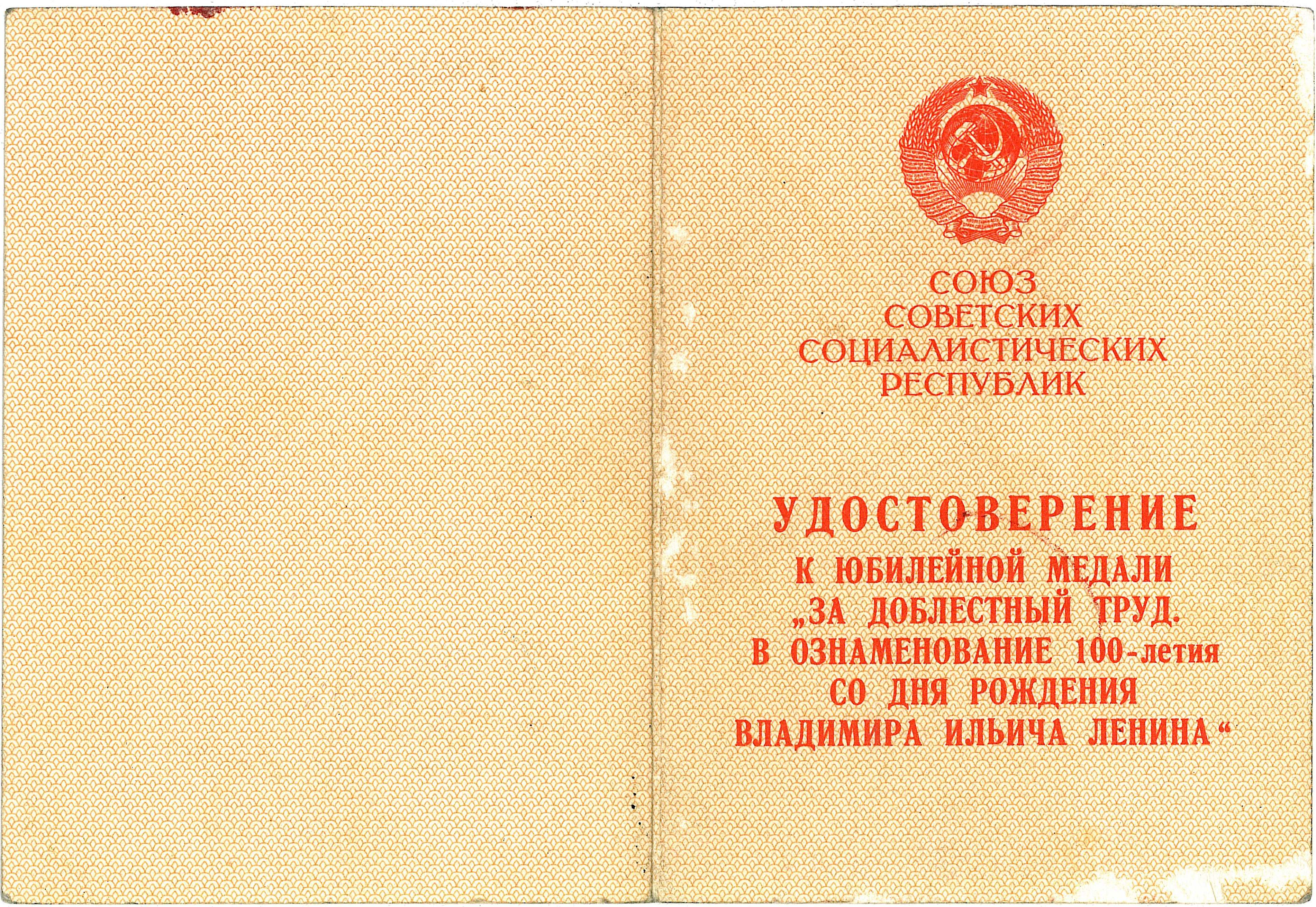

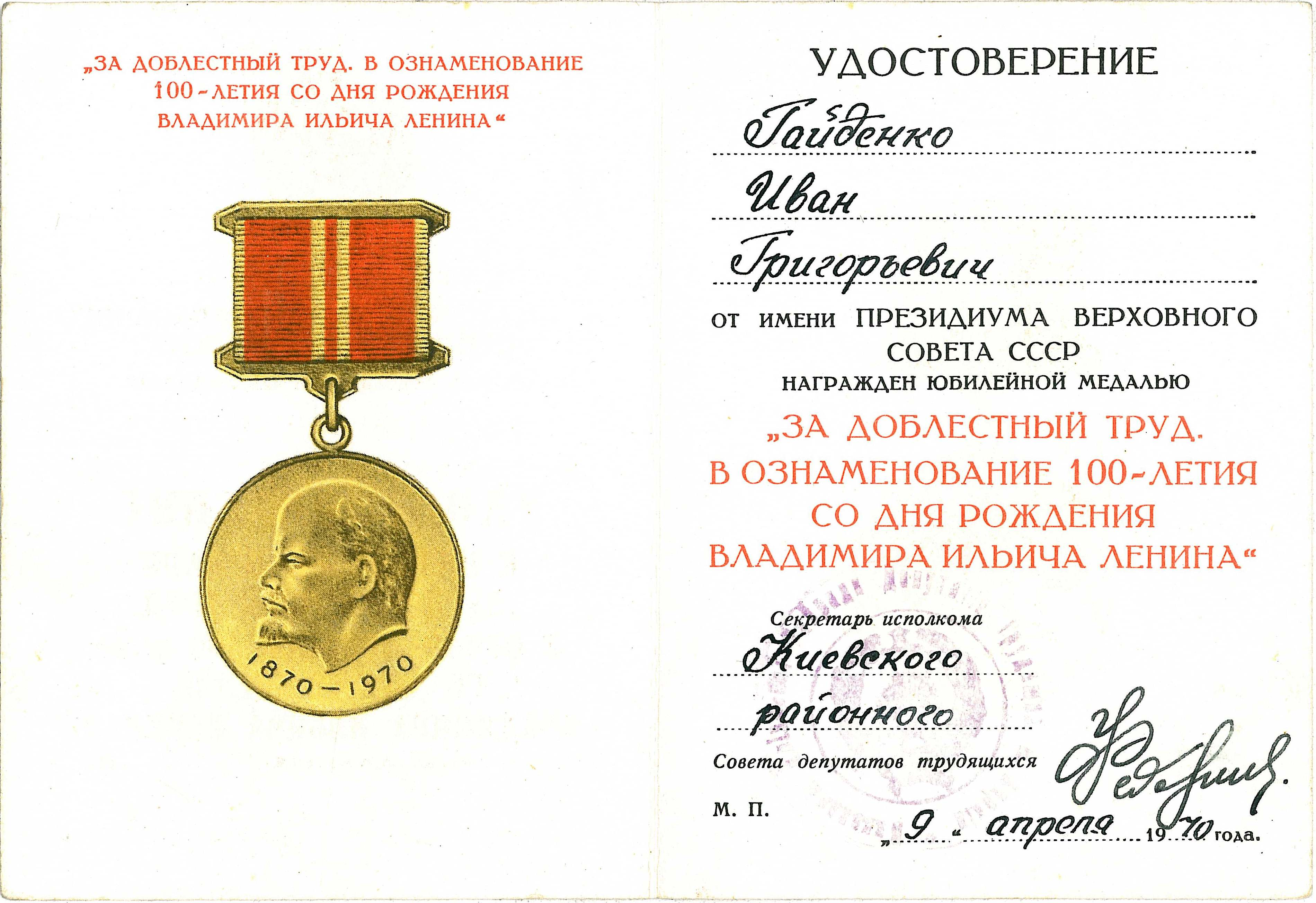
Удостоверение к медали «В ознаменование 100-летия со дня рождения Владимира Ильича Ленина»

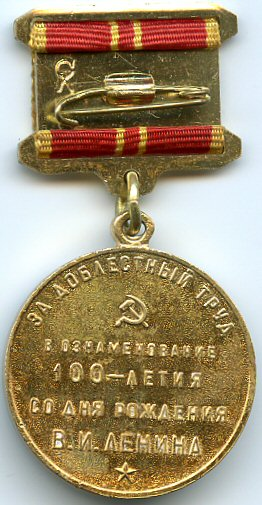
реверс медали с надписью "За доблестный труд"

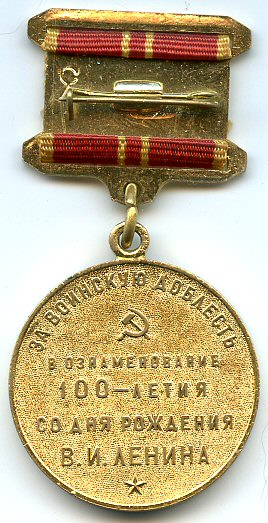
реверс медали с надписью "За воинскую доблесть"

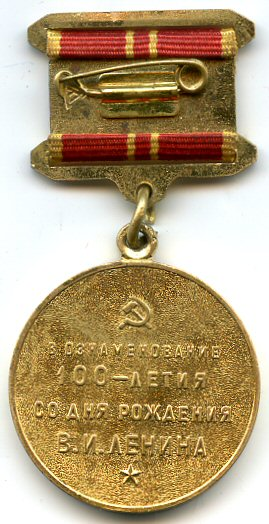
реверс медали для иностранных граждан

Медаль «За доблестный труд (За воинскую доблесть). В ознаменование 100-летия со дня рождения Владимира Ильича Ленина» изготовлена из латуни и имеет форму правильного круга диаметром 32 мм.
На лицевой стороне медали на матовом фоне расположено рельефное профильное изображение В. И. Ленина, повернутое влево. В нижней части — дата «1870-1970».
На оборотной стороне медали на матовом фоне размещены: в верхней части по окружности надпись «ЗА ДОБЛЕСТНЫЙ ТРУД» или «ЗА ВОИНСКУЮ ДОБЛЕСТЬ», под ней изображение серпа и молота и надпись «В ОЗНАМЕНОВАНИЕ 100-ЛЕТИЯ СО ДНЯ РОЖДЕНИЯ В. И. ЛЕНИНА». В нижней части — маленькая пятиконечная звёздочка.

На медалях, отчеканенных для награждения иностранных граждан, надписи на реверсе медали — «ЗА ДОБЛЕСТНЫЙ ТРУД» или «ЗА ВОИНСКУЮ ДОБЛЕСТЬ» отсутствуют.
Края медали окаймлены бортиком.
Медаль при помощи ушка и овального звена соединяется с прямоугольной колодкой, имеющей по бокам выемку. Ширина колодки — 29 мм, высота — 25 мм (включая нижний выступ). Вдоль основания колодки идут прорези, внутренняя её часть покрыта шёлковой муаровой лентой красного цвета шириной 24 мм. На ленте четыре продольные жёлтые полоски: посередине — две, по краям — по одной. Колодка имеет на оборотной стороне булавку для прикрепления медали к одежде.